# Lògica deòntica

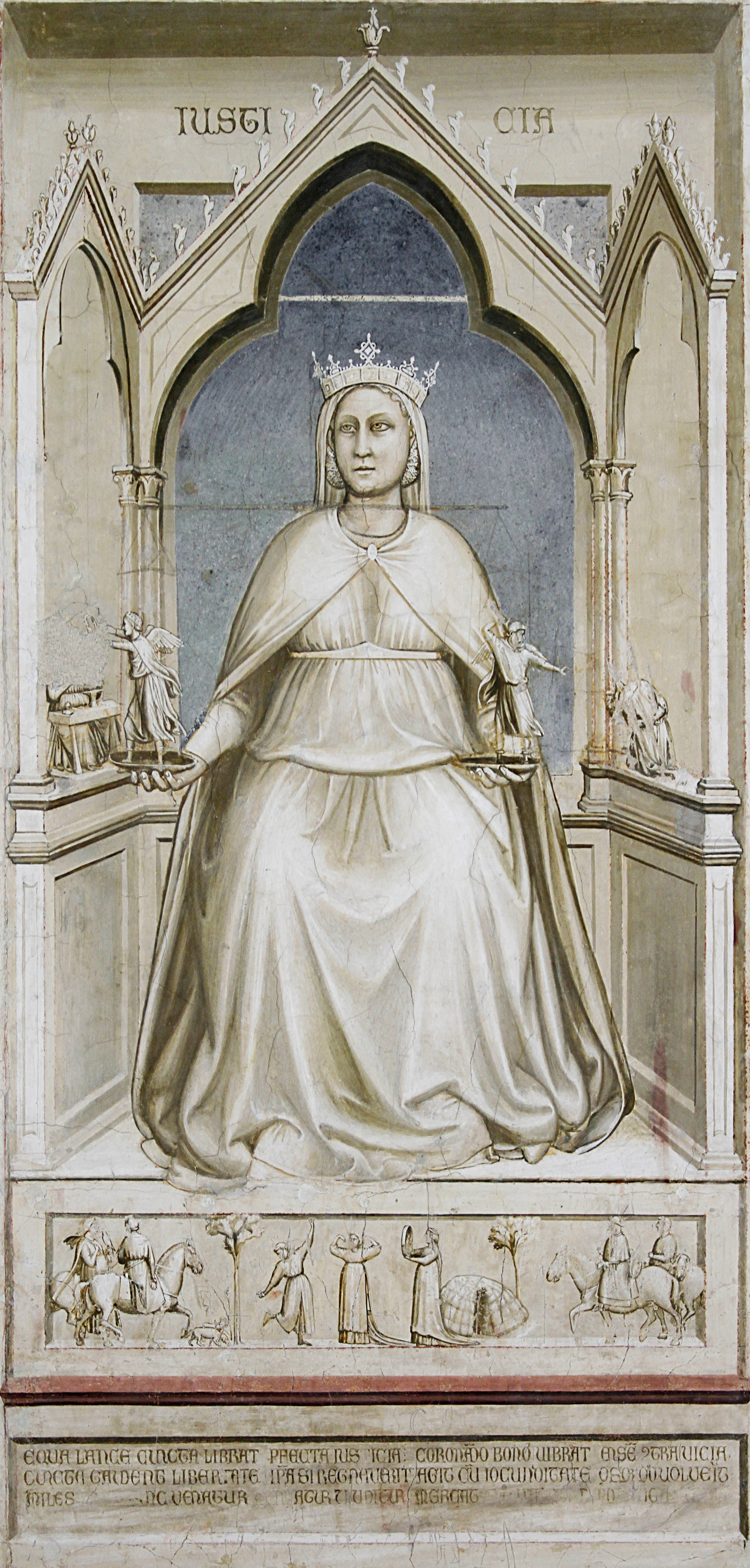
Giotto di Bondone (1267-1337), Capella Scrovegni a Padova, Itàlia

La lògica deòntica és un tipus de lògica modal utilitzada per analitzar formalment les normes o les proposicions que tracten sobre les normes.

## Introducció
Normes són, per exemple, els significats de les següents frases: "et mano que callis, groller !", "prohibit el pas; gos agressiu pot atacar", "tot ésser humà és lliure d'expressar el seu pensament".
- A partir de l'operador O que significa "obligatori" és possible qualificar actes o proposicions com a obligatoris. Per exemple, l'acte "pagar impostos" que representarem amb el símbol  p , pot ser obligatori: O  p . O bé, la proposició "els impostos es paguen" el símbol del qual serà  p * , pot ser obligatòria: O  p * . Alguns lògics pensen que les normes resultants no són ni veritables ni falses, sinó vàlides o invàlides.

- A partir de l'operador d'obligació i de la negació lògica (que s'escriu ¬) és possible definir els operadors de prohibició (Ph) i de permissió (P):

O  p  ≡ Ph ¬  p  ≡ ¬ P ¬  p 
L'anterior es llegeix: "(Obligatori  p ) si i només si (prohibit  p ) si i només si (no permès no  p )".
- Pèrdua de significat

La lògica deòntica estàndard expressaria els exemples donats abans a través del llenguatge simplificat que acabem d'esmentar, encara que certa informació o matís es perdin: "et mano que callis, groller !" s'expressaria dient simplement "obligatori callar" o "obligatori que hagi silenci ";" prohibit el pas; gos agressiu pot atacar "s'expressaria dient" prohibida la conducta d'entrar "o" prohibit que hi hagi algú endins ";" tot ésser humà és lliure d'expressar el seu pensament "s'expressaria dient" permès l'acte d'expressar el mateix pensament "o" permès que sigui expressat el mateix pensament ". Alguns llenguatges deòntic més complexos poden expressar rigorosament nocions associades, com el concepte de sanció o amenaça de sanció (evocada en l'exemple del gos) o el concepte de dret individual (com l'exemple del dret a la lliure expressió de les idees).
- L'operador de facultat es defineix: F  p  ≡ P  p ^P ¬  p

L'anterior es llegeix: "(Facultatiu  p ) si i només si (Permès  p  i permès no  p )".
L'operador de facultat sembla més adequat per expressar l'últim dels exemples. "Tot ésser humà és lliure d'expressar el seu pensament" quedaria: "és facultativa la conducta d'expressar el mateix pensament" o "és facultatiu que sigui expressat el mateix pensament" o, cosa que és el mateix, "estan permeses les dues conductes: expressar i no expressar el mateix pensament ".
- Taula d'equivalències

O  p  ≡ Ph ¬  p  ≡ ¬ P ¬  p  

O ¬  p  ≡ Ph  p  ≡ ¬ P  p  

¬ O ¬  p  ≡ ¬ Ph  p  ≡ P  p  

¬ O  p  ≡ ¬ Ph ¬  p  ≡ P ¬  p 
L'operador F no permet definir els altres operadors per si sol.
- Els axiomes fonamentals del sistema estàndard de lògica deòntica són:

 Principi de permissió :
P  p  v P ¬  p 
Es llegeix: "sobre de tot acte (o de tota proposició fa a un acte), o bé aquest està permès o bé està permesa la seva negació".
 Principi de distribució deòntica :
P ( p  v  q ) ≡ P  p  v P  q 
Es llegeix: "l'enunciat segons el qual la disjunció de dos actes està permesa equival, al seu torn, a la disjunció de dos enunciats: el que afirma que el primer acte està permès i el que afirma que el segon acte està permès".
Aquest darrer axioma s'escriu de vegades:
O ( p ^ q ) ≡ O  p /O  q 

## Història
Gottfried Leibniz és el precursor de la lògica deòntica. El 1671, en les seves  Elements de dret natural , Leibniz observa l'analogia dels conceptes normatius "just", "injust" i "facultatiu" amb els conceptes modals alètics "necessari", "possible" i " impossible ". Per exemple, Leibniz escriu que "tot el que és just és possible per a aquell que estima a tot el món" ( amanti omnes ). O, més a prop de la lògica deòntica contemporània, postula que "tot allò que és obligatori ( debitum ) és necessari per a aquell que estima a tot el món". En símbols contemporanis, podem representar aquesta darrera frase de la manera següent (on N és l'operador aletes de necessitat, G és una constant que significa, diguem, "ser bo",  a  és un individu del qual es predica l'anterior i -- > és el condicional material):
O  p  → N (G  a  →  p )
L'anàlisi de Leibniz va ser redescoberta pel filòsof suec Kangar, el 1950, qui interpreta G com "allò que és prescrit per la moral". El 1956, Alan Anderson va popularitzar un esquema de reducció equivalent al de Leibniz i Kangas (en el qual S pot significar l'amenaça d'una sanció o el fet que la norma ha estat violada):
O  p  → N (¬  p  → S)
El filòsof austríac Ernst Mally és autor d'una temptativa de formalització d'un sistema d'ètica pur, el 1926. Aquest sistema va resultar insatisfactori perquè permetia provar el teorema següent, les conseqüències són absurdes:
 p  ≡ O  p 
... Que es llegeix "que  p  és el cas equival a que és obligatori realitzar  p  o fer el mateix perquè  p  passi". El sistema fundador de la lògica deòntica contemporània és obra del filòsof finlandès Georg Heinrik von Wright, en el seu article "Deontic Logic" publicat a  Mind  el 1951. Per la seva banda, l'anomenat sistema estàndard és una interpretació modal d'aquest sistema fundador en termes de la semàntica de mons possibles [veure l'article lògica modal]. La interpretació modal va significar l'abandonament de l'anomenat axioma de contingència deòntica present en el sistema fundador de von Wright, axioma segons el qual "un acte tautològic no és necessàriament obligatori i una contradicció no està necessàriament prohibida". Una de les objeccions recurrents que se li fan al sistema estàndard és aquesta pèrdua de contingència, doncs, per exemple, si bé és  veritat  que 2+2 = 4 per què aquest fet ha de ser considerat com  obligatori ? La semàntica de mons possibles ofereix una resposta possible a aquesta objecció: un fet que és veritable en tots els mons possibles ho serà també en els mons que són considerats com a obligatoris (suposant que 2+2 = 4 sigui veritat en TOT món possible, aleshores també serà veritat en qualsevol dels mons possibles que un legislador ordeni que això passi).
Tota la resta de la seva vida, von Wright va obrir noves línies de recerca en lògica deòntica. En particular, en matèria de lògica de l'acció i lògica deòntica amb modalitats condicionals o relatives.
Si bé es podria pensar que la lògica deòntica contemporània va néixer com una creació escandinava (donada la nacionalitat dels pares fundadors Won Wright i Kang, inspirats per l'escola realista escandinava de filosofia del dret), altres importants contribucions han sorgit als Estats Units, en la resta d'Europa ia Amèrica Llatina. En aquesta última regió, destaquen els treballs pioners dels argentins Carles Alchourrón i Eugenio Bulygin en matèria d'aplicació de la lògica deòntica a la teoria del dret, així com els treballs del primer d'ells en lògica no monòtona ¹.
[¹ Anomenem regla de monotonia a l'exigència de coherència segons la qual una inferència vàlida no és menys vàlida per l'addició de noves premisses:
O  p  → O  q 
O  p ^P  r 
- - - - - - - - -
O  q 
Però aquesta regla no és vàlida en lògica no monòtona, ja que una premissa pot derrotar una conclusió que era vàlida.
Exemple:
"Si és obligatori pagar impostos, és obligatori enviar la declaració d'impostos;"
"És obligatori pagar impostos i, en el cas de certs treballadors al servei de l'Estat, aquests no estan obligats a enviar la seva declaració perquè l'Estat reté directament els seus impostos."
- - - - - - - - -
"Per tant, és obligatori enviar la declaració d'impostos".
Com resulta evident intuïtivament, el conyunto P  r  en la segona premissa (que fa d'una excepció) altera la validesa de la conclusió O  q . No obstant això, en lloc d'exigir que la primera premissa contingui una llista exhaustiva d'excepcions, les lògiques no monòtones admeten que hi ha premisses derrotar.]

## Preguntes obertes
Entre les preguntes que queden obertes entre els investigadors en lògica deòntica destaquen, entre d'altres, les següents: La lògica deòntica és una simple lògica modal els operadors són interpretats en termes d'obligacions, permisos i prohibicions? O, al contrari, la lògica deòntica és una extensió o una desviació de la lògica modal?; Existeix algun sistema de lògica deòntica que serveixi per millorar el raonament dels jutges i advocats? En què consistiria la millora? En fer les seves decisions més justes, més coherents, més completes? Què és la justícia des del punt de vista lògic?; Quin és el millor sistema de lògica deòntica per aplicar-lo en intel·ligència artificial? Un robot podria ser un bon jutge? ¿Enfront de la tricotomía de mons possibles, impossibles i necessaris de la lògica modal, no és cert que, podem imaginar un continu de mons des d'un món on totes les obligacions es violen fins a un món on totes es compleixen, passant per una sèrie infinita de matisos i de situacions condicionals del tipus: "suposant que violes l'obligació de pagar impostos, has de respectar l'obligació de pagar les multes i, suposant que violes l'obligació de pagar les multes, has de respectar l'obligació de no fugarte de presó i, suposant que violes ..."?.